# キューバンサンドイッチ
キューバンサンドイッチ（英語: Cuban sandwich, スペイン語: Sándwich cubano）は、ハムとチーズのサンドイッチの一種で、元々はフロリダに昔から存在している2つの移民のコミュニティーであるキーウェストとタンパのイーボーシティでキューバ人労働者に提供されていたものである。その後、キューバ人亡命者や国外移住者たちがマイアミに持ちこみ、そこではキューバンサンドイッチは今もなお人気がある。
キューバンサンドイッチはキューバンブレッド(キューバパン)に、ハム、ローストポーク、スイスのチーズ、ピクルス、マスタードそして時にはサラミで作られる。
2012年、「歴史的なタンパ・キューバンサンドイッチ」は、タンパの市議会によって「タンパ市の象徴」として指定された。

## 歴史
キューバンブレッドと同様に、キューバンサンドイッチ（時には「キューバミックス」や「ミクスト」や「キューバ・プレスト・サンドイッチ」や「クバーノ」と呼ばれる）の起源は曖昧である。1800年代後半から1900年代初期には、フロリダ、特にキーウェストやタンパからキューバの間の移動は容易であり、雇用、娯楽、家族の訪問の為に船で行き来していた。大量の人々及び文化、思想が絶え間なく流動していた為、このサンドイッチがいつ、どこで生まれたのかをはっきりと言う事は不可能である。
1860年代からこのサンドイッチは、キューバ（特にハバナやサンティアーゴ・デ・クーバなどの大都市）の葉巻工場や砂糖工場と、そしてキーウェストの葉巻工場の両方において労働者たちの日常的な昼食であったとみられている。歴史家ロイ・グレン・ウエストフォールは「キューバで生まれ、キーウエストで学んだサンドイッチである」と述べた。
フロリダの葉巻産業は1880年代にタンパに移り、サンドイッチはすぐにイーボーシティで広まり、後にはウェストタンパの労働者たちのカフェに登場した。他の歴史家たちは、今あるサンドイッチがはじめて登場したのはそこであると分析している。歴史家アンドリュー・ヒューズは 「旧来の“ミクスト”（ミックスの意）がここにおいて今日愛されるタンパ独自のキューバンサンドイッチへと結実した」と述べた。
キューバでフィデル・カストロが1959年に権力を握った後、多くのキューバ系住民が流入したので、1960年代までにキューバンサンドイッチはマイアミのカフェテリアやレストランのメニューでも普通に見られるようになった。共産主義革命はキューバ人在住者たちの他の地への移住の波を引き起こし、その上彼らは彼らの文化や料理をもたらした。キューバンサンドイッチとその派生料理は現在、とりわけニューヨーク、ニュージャージー、シカゴ、プエルトリコのような場所のさまざまなキューバ人国外在住者のコミュニティーで提供されている。

## 材料

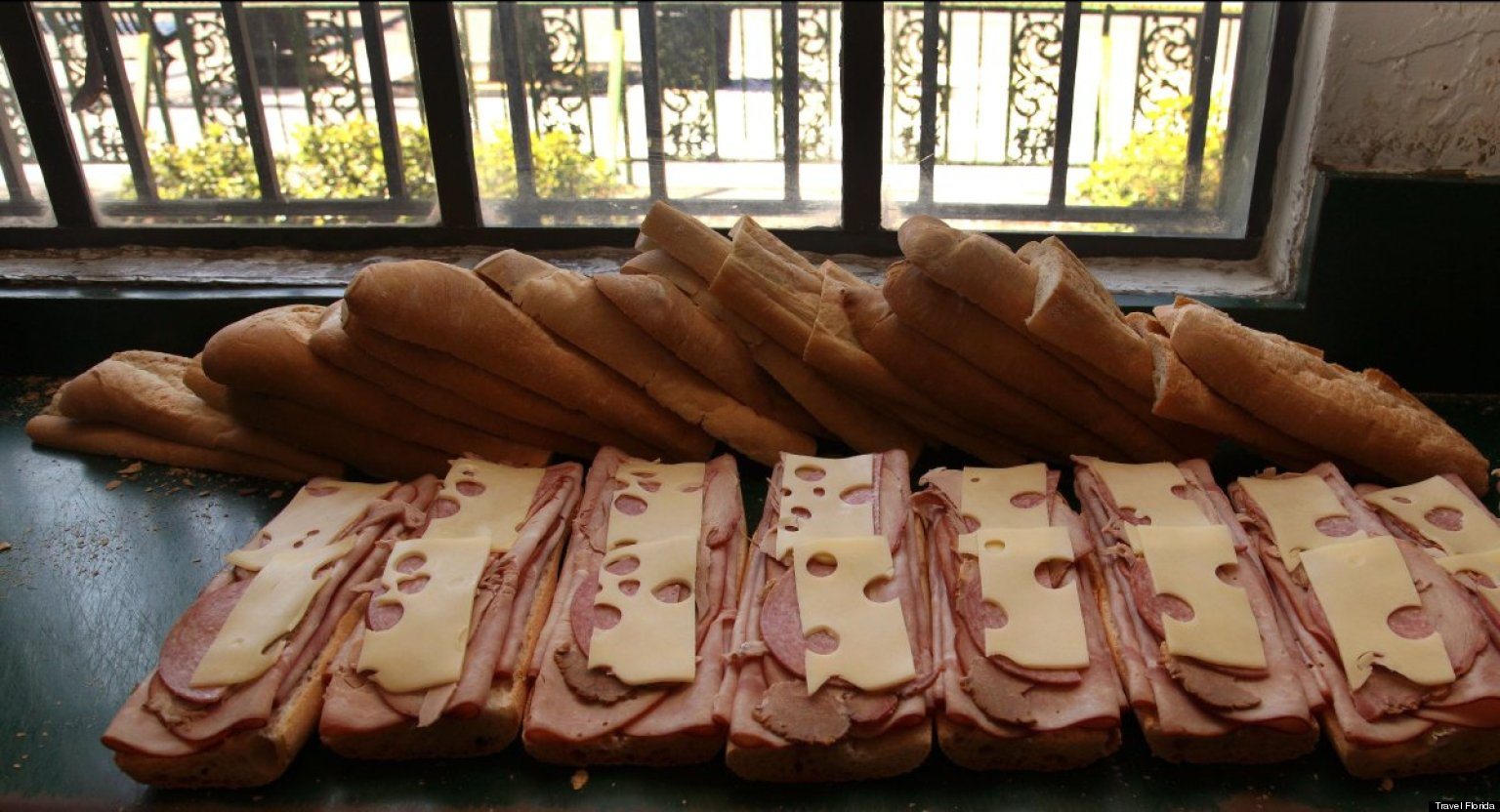
タンパのイーボーシティにあるラ・セグンダ・ベーカリーにてトーストされる準備のできたキューバンサンドイッチ

「本当の」キューバンサンドイッチについての議論がなされたが、だいたいにおいて合意がとれている。伝統的なキューバンサンドイッチを作るには、まずキューバブレッドを準備する。それを8〜12インチ（20〜30センチ）の長さに切り、表面に軽くバターかオリーブオイルを塗り、水平方向に半分に切る。イエローマスタードをパンの上に広げる。そしてスライスしたローストポーク、グレーズドハム、スイスチーズ、そして薄く切ったディル・ピクルスが加えられる。時にポークはモホでマリネされたり、ゆっくりローストされたりする。
サンドイッチのレシピについて、主とした地域による相違点はサラミを含めるか否かである。おそらくイーボーシティでキューバ人とスペイン人に密接して生活していたイタリア人移民の影響が原因で、タンパではジェノアサラミが、伝統的に他の肉とともに重ねられる。南フロリダでは、サラミは省かれる。マヨネーズ、レタス、そしてトマトといったオプションが普段フロリダのメニューにはあるが、伝統主義者からは好まれていない。
『メーソン・シティー・グローブ・ガゼット』の1934年10月18日の記事でライターのジャネット・バイヤーはタンパのキューバサンドは「とてもカリカリしてパリパリした」キューバブレッドとともにあると述べた。さらに記事に沿っていくと、サンドイッチの材料はハム、脂の少ないポーク、スイスチーズ、ソフトサラミ、ディル・ピクルス、そして「マスタードの湿潤」と列挙されている。これらの材料は27年後のThe Gasparilla Cookbook（1961）で繰り返し言われている。
材料が組み合わされると、サンドイッチはパニーニプレスに似ているが表面に溝のないプランチャと呼ばれるサンドイッチプレスでトーストされる。プランチャはパンの表面がわずかにカリカリして、チーズが溶けるまで、サンドイッチを押し付けて熱する。普通、提供する前に斜めに二等分に切る。

## 関連する料理
メディアノーチェサンドイッチ（「真夜中」を意味する）は非常によく似たサンドイッチである。名前が示唆するように、このサンドイッチは夜更けの食べものとして人気がある。メディアノーチェはキューバンサンドイッチと同じ食材をはさむが、もっと小さく、キューバンブレッドではなく黄色い卵パン（キューバンサンドイッチのパンより甘いハッラーに似たパン）を使う。

## メディア
2014年の映画『シェフ 三ツ星フードトラック始めました』はキューバンサンドイッチの屋台を主題とした映画である。